# جاشوآ چمبرلین
جاشوآ چمبرلین (انگلیسی: Joshua Chamberlain; ۸ سپتامبر ۱۸۲۸ – ۲۴ فوریهٔ ۱۹۱۴) افسر (ارتش)، استاد دانشگاه، سیاست‌مدار، و اهالی کسب‌وکار اهل ایالات متحده آمریکا بود.
وی همچنین برندهٔ جوایزی همچون نشان افتخار (آمریکا) شده‌است.
وی فرماندار ایالت مین بود.